# Vörös Géza
Vörös Géza, 1917-ig Róth (Nagydobrony, 1897. február 18. – Budapest, 1957. október 31.) festő és grafikus.

## Élete
Róth Sándor (1872–1938) mű-és régiségkereskedő és Blau Ilona gyermekeként született zsidó családban, de később áttért az evangélikus hitre. 1917 és 1920 között a budapesti Képzőművészeti Főiskolán Balló Ede, Pécsi-Pilch Dezső és Réti István növendéke volt, majd 1922 és 1924 között a Szolnoki művésztelepen Fényes Adolf mellett dolgozott. Többször járt Párizsban tanulmányúton. 1920-tól szerepelt kiállításokon, a Képzőművészek Új Társasága és az Új Művészek Egyesülete tagja. 1929-től az 1940-es évekig Szentendrén élt és alkotott. 1936-ban és 1943-ban Zebegényben festett, 1939-ben pedig Olaszországban tett tanulmányutat. A második világháború alatt munkatáborba került, s ott készült vázlatfüzeteit a Magyar Zsidó Múzeum őrzi. 1948-tól Nagymarosra járt festeni, és az ő kezdeményezésére alakult meg a Nagymarosi művésztelep. 1929–34-ben kollektív kiállítása volt az Ernst Múzeumban, 1961-ben pedig a Műcsarnok kamaratermében rendezték meg emlékkiállítását.
Felesége Kohn Vilmos és Teichner Katalin lánya, Anna volt, akit 1927. január 18-án Budapesten, az Erzsébetvárosban vett nőül.

## Kiállításai

### Egyéni kiállítások
- Műteremkiállítás (Radnay Miklóssal, 1927)
- Fészek Klub (Budapest, 1936)
- Alkotás Művészház (kat., 1944)
- Magyar Nemzeti Galéria (kat., Budapest, 1961)
- Műcsarnok Kamaraterme (kat., Budapest, 1961)
- Kaposvár (Debrecen, 1961)
- Palóc Múzeum (Balassagyarmat, 1963)
- Móra Ferenc Múzeum (Szeged, 1963)
- Kuny Domokos Múzeum (Tata, 1963)
- Herman Ottó Múzeum (Miskolc, 1964)
- Kossuth Lajos Múzeum (Cegléd, 1964)
- Kiskunfélegyháza (1971)
- Magángyűjtők Galéria, Budapest (kat., Budapest, 1997)

### Válogatott csoportos kiállítások
- Rippl-Rónai Társaság kiállítása, Nemzeti Színház, Budapest (1948)
- Szolnoki Művésztelep jubileumi kiállítása, Ernst Múzeum, Budapest (1952)
- 2-6. Magyar Képzőművészeti kiállítás, Műcsarnok, Budapest (1951–1955)
- Nagymaros (1956)
- Tavaszi Tárlat, Műcsarnok, Budapest (1957)
- Magyar rajz és akvarell, Magyar Nemzeti Galéria, Budapest (1959)
- Nagybányai festők, Magyar Nemzeti Galéria, Budapest (1962)
- Szentendrei művészet 50 éve, Szentendre (1977)
- Nagybánya művészete, Magyar Nemzeti Galéria, Budapest (1996)

## Díjai, elismerései
- Nemes Marcell-díj (1927)
- Nemes-alapítvány Szinyei tájképdíja (1949)